# クリントン・マタ
クリントン・マタ・ペドロ・ローレンソ（Clinton Mata Pedro Lourenço, 1992年11月7日 - ）は、ベルギー・リエージュ州ヴェルヴィエ出身のサッカー選手。元アンゴラ代表。オリンピック・リヨン所属。ポジションはディフェンダー。

## 経歴

### クラブ
KASオイペン所属時の2012年2月17日、プロキシマス・リーグ（ベルギー2部）のワースラント＝ベフェレン戦でプロデビュー。
2014年8月、シャルルロワSCに移籍。
2017年8月、KRCヘンクに期限付き移籍。
2018年、クラブ・ブルッヘに移籍するも、怪我の影響で第9節のサークル・ブルッヘ戦からの出場となった。リーグ優勝を果たした2019-20シーズンにはチームMVPに選ばれた。
2023年7月6日、オリンピック・リヨンに3年契約で移籍した。

### 代表
アンゴラにルーツを持ち、2014年7月にアンゴラ代表デビュー。

## タイトル
クラブ・ブルッヘ
- ベルギー・ファースト・ディビジョンA : 2019-20, 2020-21
- ベルギー・スーパーカップ : 2018, 2021, 2022